# Agnostus pisiformis
 Agnostus pisiformis  ist ein wenige Millimeter langer, augenloser Trilobit aus dem Kambrium.

## Merkmale
Agnostus pisiformis gehört im Fossilbericht zu den einfach erkennbaren Agnostiden. Er erreichte nur eine Länge von etwa sechs Millimetern. Das Cephalon war glatt, rund bis oval mit einem breiten Saum und Saumfurche. Der Frontallobus dagegen war klein und rundlich. Die ersten zwei Furchen auf der Glabella fehlten. Die Basalloben links und rechts der Glabella waren klein und dreieckig. Der Tuberkel (kleine, rundliche Erhebung) befanden sich vor der Mitte der Glabella. Von der Glabella bis zum Saum verlief eine so genannte mediane Präglabellarfurche, welche die freien Wangen (Librigenae) trennte. Das Fehlen von Augen (wie bei allen Arten der Ordnung) hat den Tieren ihren Namen gegeben (von griech. Gnosis: Erkenntnis).
Das Pygidium war ebenfalls rundlich und ist in Größe und Gestalt dem Kopfschild außerordentlich ähnlich. Die Spindel (Ende des Axial-Lobus) auf dem Pygidium war etwa 1,5- bis zweimal so breit wie die Flanken rechts und links und trug kleine, rundliche Tuberkel. Links und rechts beim Pygidium waren kleine Spicula (Stacheln) vorhanden. Der Saum und die Saumfurche waren breit. Die mediane Postaxialfurche fehlte. Das war die Furche, welche bei einigen Agnostiden die Flanken links und rechts trennt und von der Spindel zum Saum läuft, ähnlich der mediane Präglabellarfurche.
Der freie Thorax ist schmal und hat nur zwei Segmente. Die Rhachis kann sowohl breit wie auch schmal sein. Es wird vermutet, dass diese unterschiedlichen körperlichen Merkmale auf einen Sexualdimorphismus zurückgehen können.
Nach den Larvenfunden mit Erhaltung der unverkalkten Bauch(Ventral-)seite („Orsten“-Fossilien, vgl. u.) besaßen die Tiere relativ kurze Antennen mit 15 Gliedern, von denen jedes zweite einen dornartigen Vorsprung trug. Diesem Aufbau nach ist es wahrscheinlicher, dass die Antennen zur Nahrungsaufnahme dienten, als dass es sich, wie bei den meisten anderen Trilobiten, primär um ein Sinnesorgan handelte. Hinter den Antennen folgten zwei Beine mit breitem Außenast (Exopoditen) und fehlendem oder sehr kleinen Innenast (Endopoditen). Diese waren lang beborstet und könnten als Schwimmorgane gedient haben. Die vierte Extremität des Kopfabschnitts war ein typisches, zweiästiges Spaltbein und entsprach in seinem Bau völlig den Thorax-Extremitäten. Am Thorax saßen fünf Beinpaare, davon zwei an den beiden freien Segmenten und drei unter dem Pygidialschild. Die basalen Hüftabschnitte (Coxen) der vorderen Beine waren vergrößert und innen bedornt, wahrscheinlich bildeten sie die Begrenzung einer Nahrungsrinne, in der die hereingekratzten oder -gestrudelten Nahrungspartikel verarbeitet wurden. Ähnliche Bildungen sind bei zahlreichen Krebstieren zu finden. Den vorderen Abschluss der Nahrungsrinne bildete ein nach unten vorstehender, aufgewölbter Lappen, das Hypostomium. Der Mund saß dahinter. Am Hypostomium waren seitlich die Antennen eingelenkt.
Der Rekonstruktion nach ist es sehr unwahrscheinlich, dass lebende Tiere von Agnostus den Panzer völlig aufklappen konnten, so dass die Beine nie nach unten gezeigt hätten. Ähnlich wie bei anderen Agnostiden wird angenommen, dass die Tiere im lebenden Zustand im eingeklappten, nur einen Spalt geöffneten Panzer saßen. Dieser besaß nur ein funktionales Gelenk, wurde also zugeklappt und nicht eingerollt wie bei vielen anderen Trilobiten. Die extrem ähnlichen „Klappen“ von Kopfschild und Schwanzschild schlossen das Tier, ähnlich einer Muschelschale, ein. Bei ungünstigen äußeren Bedingungen, oder Angriffen von Feinden, konnte der Panzer völlig geschlossen werden, in dieser Form ist Agnostis pisiformis zu Tausenden fossiliert worden. Die Lebensweise der Tiere ist nach wie vor umstritten. Entweder lebten die Tiere, ähnlich heutigen Ostrakoden-Arten, am Meeresgrund, über dessen Oberfläche sie sich schwimmend-gleitend fortbewegten, oder sie waren planktonische Besiedler des freien Wassers (Pelagial). Argument für eine planktonische Lebensweise ist dabei die weite Verbreitung. Während andere Agnostiden weltweit verbreitet sind, ist Agnostus pisiformis neben Skandinavien bisher in Polen, England, Sibirien und Neufundland entdeckt worden. Aus Deutschland sind Funde nur als eiszeitliche Geschiebefossilien bekannt.

## Fossilvorkommen
Agnostus pisiformis gilt als Leitfossil für die Basis des Oberkambriums, das in der klassischen Stratigraphie mit der „Agnostus-pisiformis Zone“ beginnt. Bekannt sind vor allem die Funde aus oberkambrischen Kalksteinformationen Schwedens, in denen Fossilien der Art so häufig sind, dass sie gesteinsbildend auftreten können. Beim Aufschlagen riecht das Gestein in charakteristischer Weise nach Bitumen oder Petroleum („Stinkstein“). Die berühmten schwedischen Naturforscher Magnus von Bromell und Carl von Linné haben das Gestein und die Fossilien bereits im 18. Jahrhundert beschrieben. Aus manchen Formationen dieses Stinksteins lassen sich phosphatisierte Mikrofossilien von Trilobitenlarven dieser Art mit Säure herauslösen. Diese Fossilklasse hat nach dem lokalen schwedischen Namen für den Stinkstein den Namen „Orsten“ erhalten. Orsten-Fossilien von Agnostus pisiformis sind nur wenige Millimeter lang, lassen aber feinste Körperstrukturen der unverkalkten Kutikula bis in den Mikrometerbereich, unter Einschluss von Haaren und Borsten, erkennen.